# Nierstraß

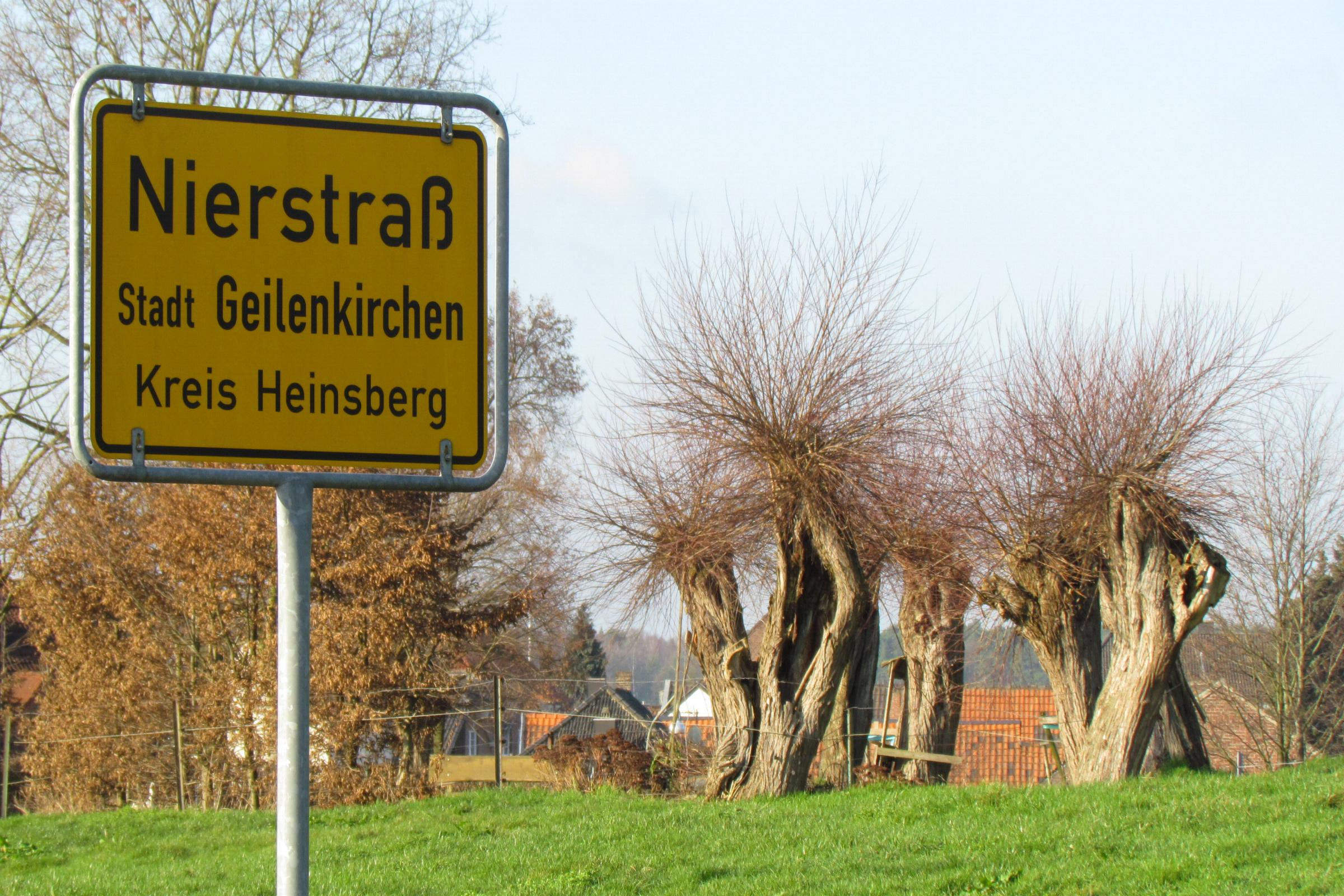
Ortsschild

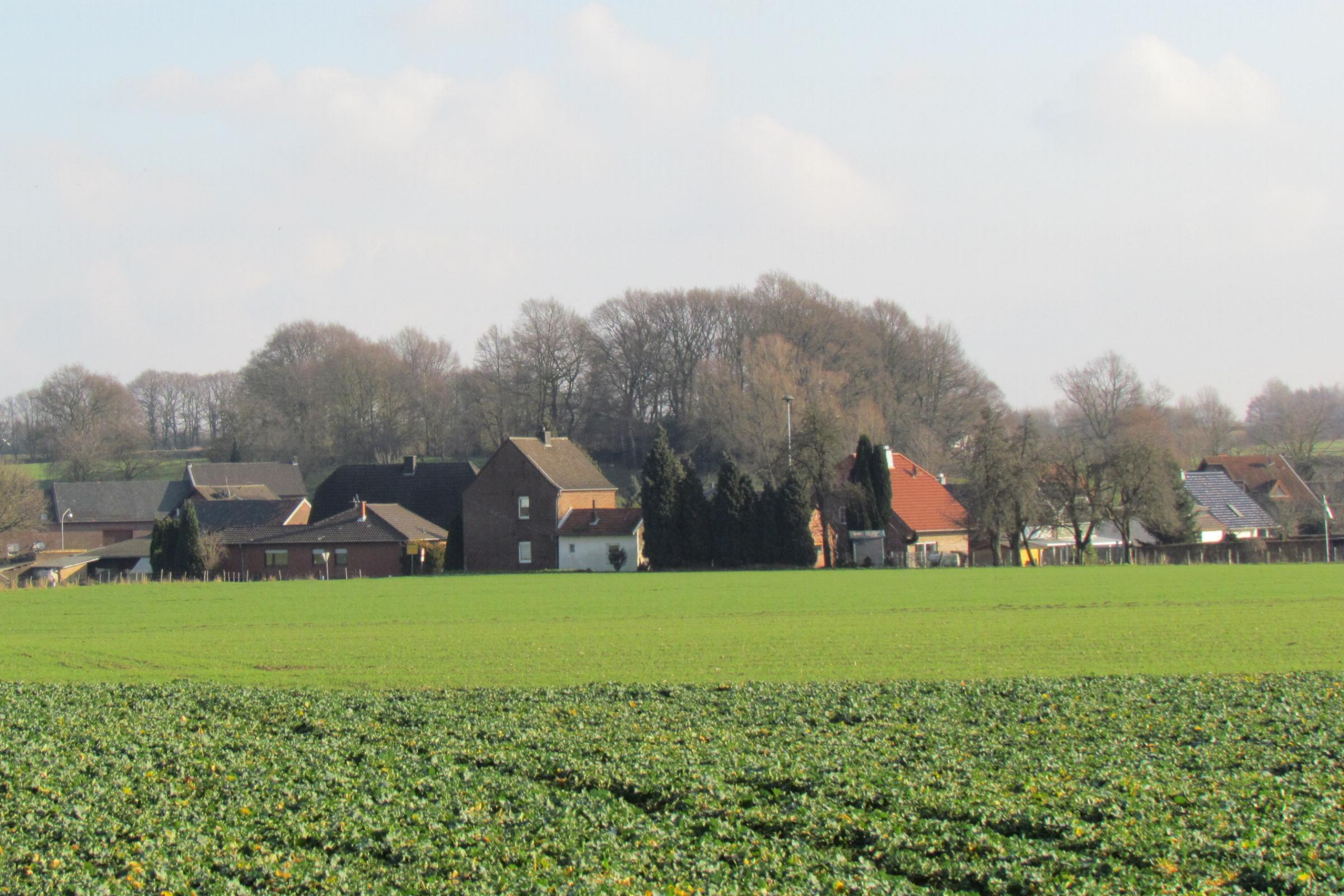
Blick auf Nierstraß

Nierstraß ist ein Ortsteil der Mittelstadt Geilenkirchen im Kreis Heinsberg im Bundesland Nordrhein-Westfalen.

## Geographie

### Lage
Nierstraß liegt circa drei Kilometer westlich von Geilenkirchen an der Kreisstraße 3, die von Saeffelen über Birgden und Nierstraß nach Teveren führt.

### Gewässer
Bei Starkregen und bei Schneeschmelze fließt das Oberflächenwasser (GEBKZ 28182211) aus den Bereich Nierstraß in Richtung Gillrath zum Rodebach (GEWKZ 281822) und dann weiter in die Maas.

### Nachbarorte
| Niederbusch                     | Gillrath                                    | Niederheid |
| Bocket                          | Kompassrose, die auf Nachbargemeinden zeigt | Bauchem    |
| Neu Teveren (Flugplatzsiedlung) | Teveren                                     | Hünshoven  |

### Siedlungsform
Nierstraß ist ein beidseitig, locker bebauter Weiler.

## Geschichte

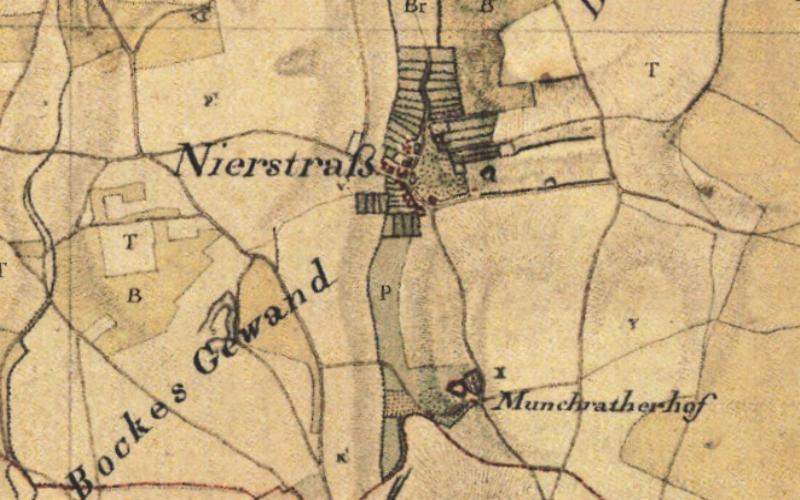
Nierstraß auf der Tranchotkarte 1803–1820

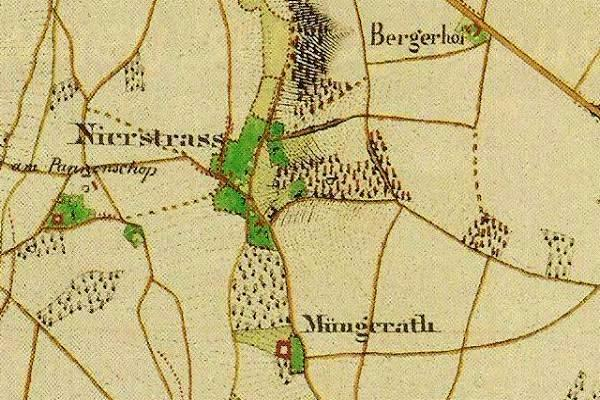
Nierstraß auf der Urkatasterkarte 1846

### Ortsname
- 1451 Neyerstrayssen
- 1499 Niderstrait
- 1515 Nederstraeten
- 1666 Nirstras
- 1820 Nierstraß
- 1846 Nierstrass

### Ortsgeschichte
Nierstraß gehörte früher zum Jülicher Amt Geilenkirchen. 1451 bestand in Nierstraß ein Heinsberger Lehen. Über die Geschichte des Ortes ist wenig bekannt.
Nierstraß hatte 1828 insgesamt 105 Einwohner, 1852 waren es 117 Einwohner. Im Zuge der Gebietsreform zum 1. Januar 1972 blieben die Orte Gillrath, Hatterath, Nierstraß und Panneschopp bei der Stadt Geilenkirchen.

### Kirchengeschichte
Die Pfarre St. Marien Gillrath setzt sich aus den Orten Gillrath, Hatterath, Nierstraß und Panneschopp zusammen. Die Bevölkerung besteht zum größten Teil aus Katholiken.
Bis Ende des 18. Jahrhunderts gehörte der Ort zur Pfarre Geilenkirchen. Bei der Organisation des ersten Bistums Aachen im Jahre 1804 durch Bischof Berdolet wurde Gillrath Pfarre im Kanton Geilenkirchen. Erster Pfarrer war Heinrich Joseph Aretz. Nach der Wiedereinrichtung der Erzdiözese Köln wurde 1827 aus dem Kanton das Dekanat Geilenkirchen. Seitdem gehört die Pfarre zu diesem Dekanat.
Um 1790 baute man in Gillrath eine einschiffige Saalkirche mit dreiseitigem Chor im Westen. 1846 wurde ein zweigeschossiger Turm angebaut. Am 12. Juni 1851 war die feierliche Einweihung der Kirche. Nach 1922 wurde die Kirche erweitert.
Im Zuge der Pfarrgemeindereformen im Bistum Aachen wurde die ehemals eigenständige katholische Pfarrgemeinde St. Marien Gillrath in die Gemeinschaft der Gemeinden (GdG) St. Bonifatius Geilenkirchen eingegliedert.

### Schulwesen
- Volksschule Gillrath, auch für Nierstraß 1925: 4 Klassen, 3 Stufen, 2 Lehrer, 2 Lehrerinnen, 171 Kinder
- Volksschule Gillrath, auch für Nierstraß 1965: 4 Klassen, 4 Lehrerstellen, 138 Kinder

## Politik
Gemäß § 3 (1) b) der Hauptsatzung der Stadt Geilenkirchen bilden die Orte Gillrath, Hatterath, Nierstraß und Panneschopp einen Stadtbezirk. Der wird durch einen Ortsvorsteher im Stadtrat der Stadt Geilenkirchen vertreten. Ortsvorsteher des Stadtbezirks ist Franz Beemelmanns. Stand 2013

## Sehenswürdigkeiten

### Muttergotteskapelle

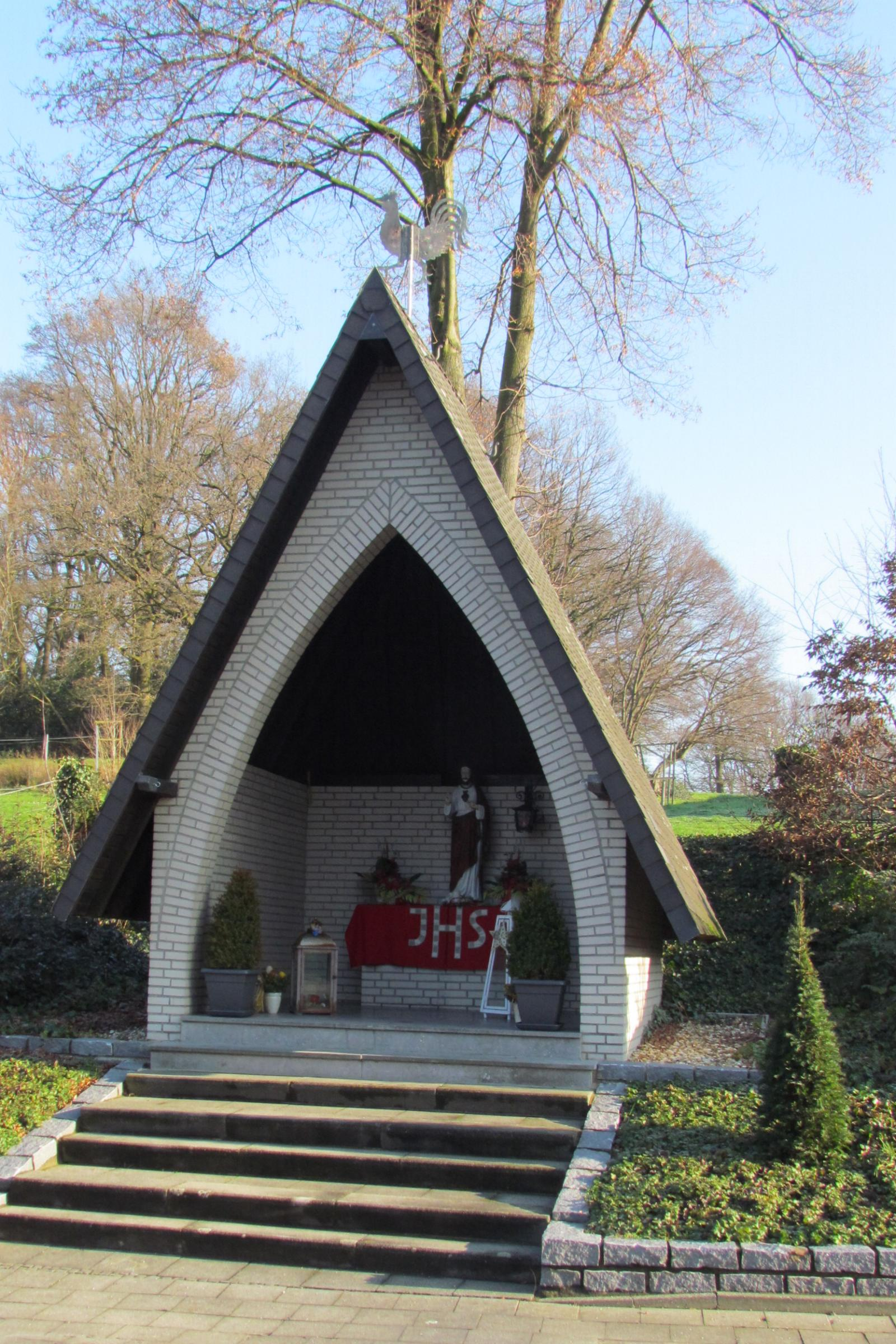
Muttergotteskapelle

Die Muttergotteskapelle befindet sich an der Straße Am Rodebach 41 und steht leicht erhöht auf dem Randstreifen an der Kreisstraße 3. Sie entstand als Nachfolgerin eines bei einer Straßenverbreiterung abgetragenen Vorgängerbaus aus dem Jahr 1905. Die Weihe der neuen Kapelle erfolgte am 4. Mai 1975. Der kleine Backsteinbau besitzt ein steiles Satteldach mit einem Spitzbogen zur Straßenseite. Das Dach ist mit Schiefer gedeckt und wird seit Juni 2011 mit einem Wetterhahn bekrönt. Dieser stammt aus dem 19. Jahrhundert und stand bis 2010 auf dem Turm der Kirche St. Mariä Namen in Gillrath. Im Inneren der Kapelle befindet sich ein gemauerter Altar mit einer Herz-Jesu-Statue sowie Kerzen- und Blumenschmuck.

### Weitere Sehenswürdigkeiten

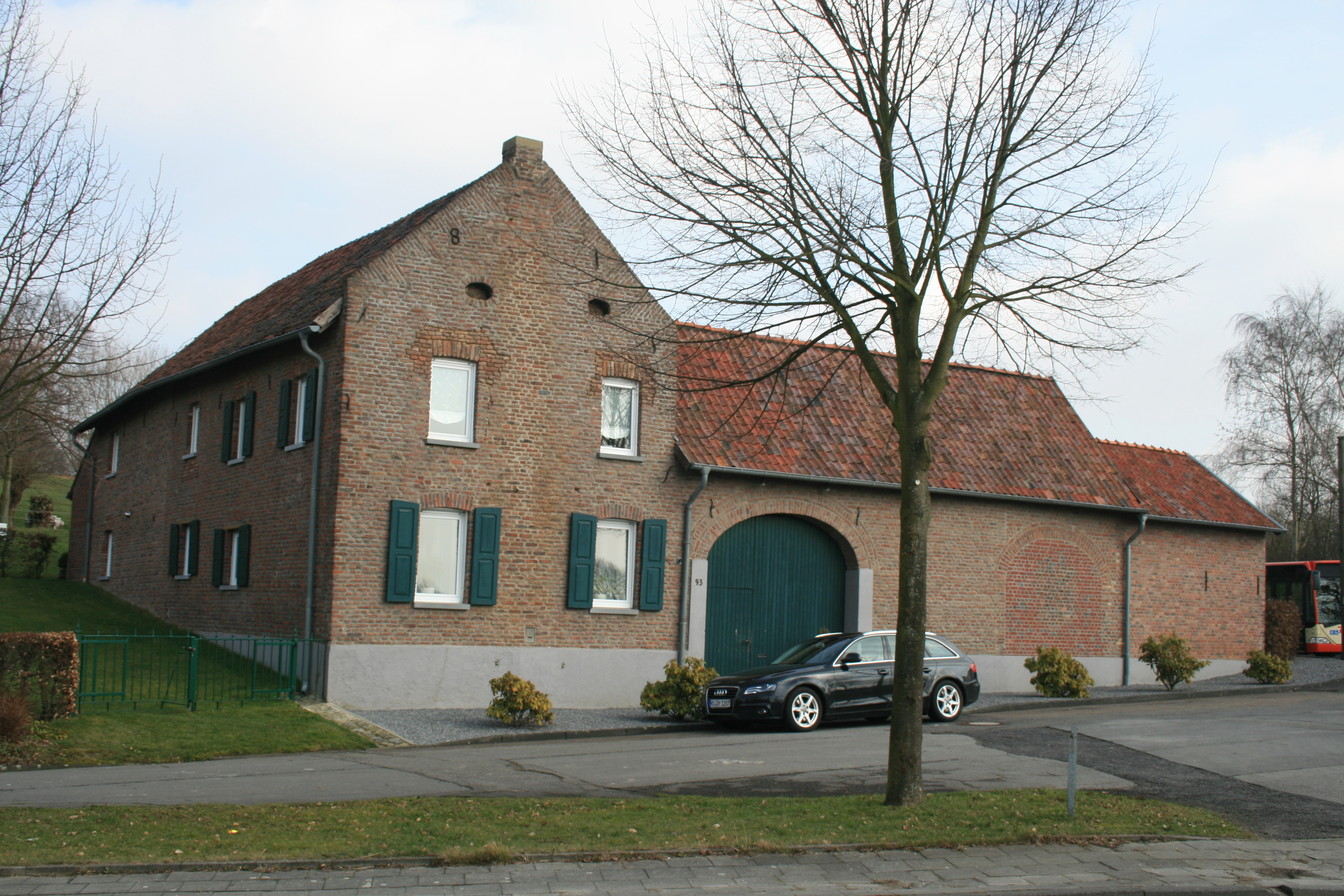
Hofanlage und Denkmal

- Katholische Pfarrkirche St. Marien in Gillrath
- Buntverglasung in der katholischen Pfarrkirche[6]
- Hofanlage in Nierstraß, Am Rodebach 43 als Denkmal Nr. 46

## Infrastruktur

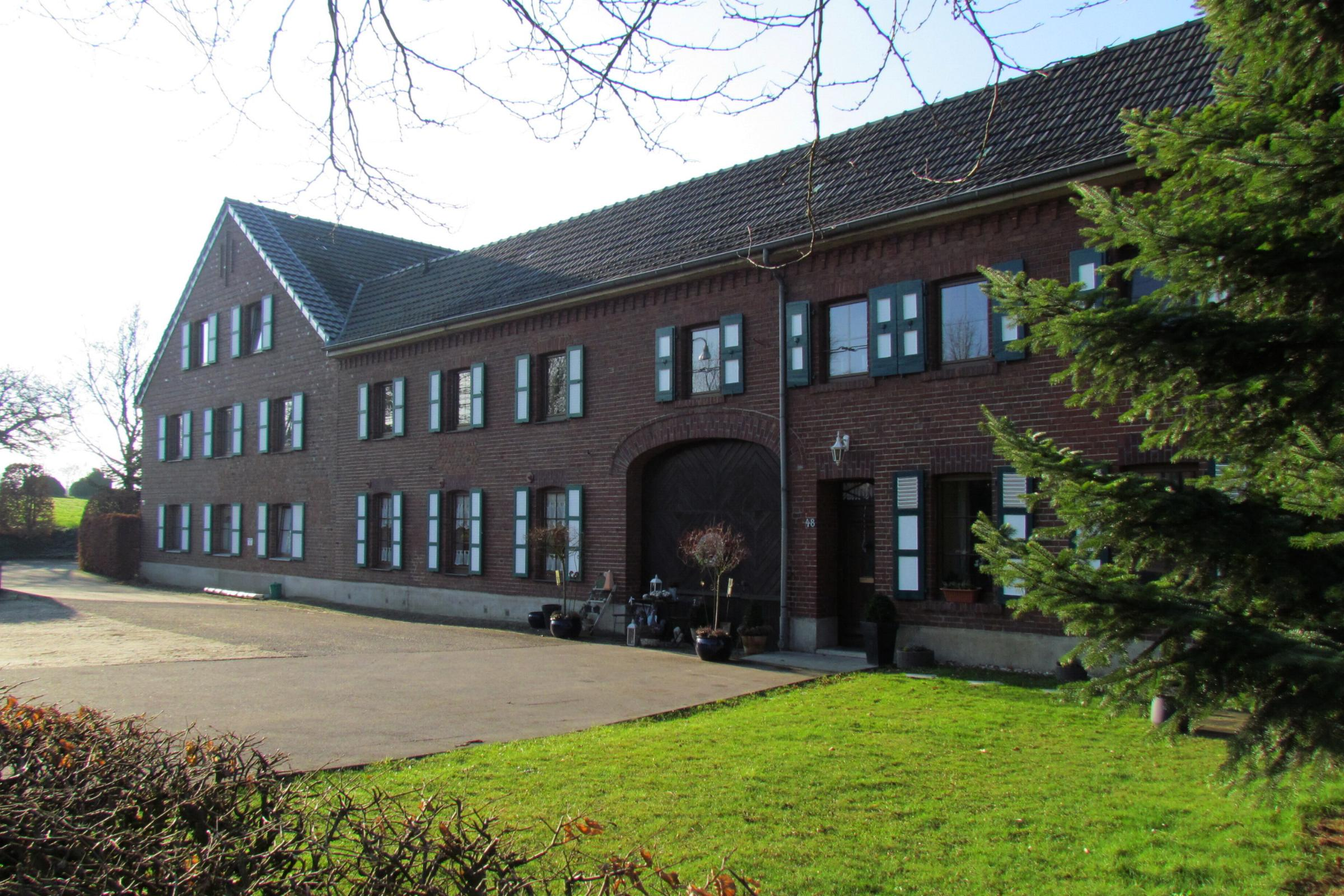
Landwirtschaftliches Gebäude in Nierstraß

- Es existieren mehrere landwirtschaftliche Betriebe mit Tierhaltung, ein Pferdehof, eine Kfz-Werkstatt, ein Steuerberatungsbüro und mehrere Kleingewerbebetriebe.
- In 500 m Entfernung verläuft das Radverkehrsnetz NRW.

## Verkehr
Die AVV-Buslinie 491 der WestVerkehr verbindet Nierstraß wochentags mit Geilenkirchen und Übach-Palenberg. Abends und am Wochenende kann der Multi-Bus angefordert werden.
| Linie | Verlauf |
| ----- | --- |
| 491   | Geilenkirchen Bf – (Bauchem – Nierstraß –) Teveren – Grotenrath – Scherpenseel – (Siepenbusch – Windhausen –) Marienberg – Palenberg Bf (– Palenberg – Übach) |

## Vereine
- Freiwillige Feuerwehr Geilenkirchen, Löschgruppe Gillrath-Hatterath zuständig auch für Nierstraß
- Ju-Jutsu-Club Heinsberg e. V.
- VDK Ortsverein Gillrath, auch für Nierstraß

## Regelmäßige Veranstaltungen
- Feuerwehrfest im jährlichen Wechsel zwischen Gillrath und Hatterath
- St. Martin-Umzug in Nierstraß

## Straßennamen
Am Rodebach, Münchrather Straße, Panneschopper Weg